# Titanraket
 For alternative betydninger, se Titan. (Se også artikler, som begynder med Titan)
USA's Titanraket er kendt for at opsende NASA's Gemini-fartøjer. Missilet blev benævnt LGM-25, hvilket betød at det blev opsendt fra nedgravede raketsiloer. Titan blev udviklet til det amerikanske luftvåbens strategiske missilstyrker af Martin Marietta der i 1995 blev fusioneret med Lockheed. Som ICBM blev Titan afløst af LGM-30 Minuteman der er en faststofraket der kan opbevares i årevis uden at brændstoffet fordamper. Trængslen på opsendelsesmarkedet med billige russiske, kinesiske og indiske, samt europæiske og japanske løfteraketter har fået Lockheed-Marietta til at nedlægge Titanproduktionen. Sidste Titanopsendelse foregik i 2005.
Titan er opkaldt efter titanerne, der var præolympiske guder i den græske mytologi.

## Førstetrin
Titans førstetrin var 22 m højt, vejede 117 tons og havde to Aerojet LR-87-raketmotorer. Titan I brugte flydende ilt og petroleum mens alle andre Titanversioner anvendte Aerozin-50 og N2O4. Førstetrinnet brændte i 139 sekunder.

## Andettrin
Titans andettrin var 7,8 m højt, vejede 29 tons og havde en Aerojet LR-91-raketmotor. Titan I brugte flydende ilt og petroleum mens alle andre Titanversioner anvendte Aerozin-50 og N2O4. Andettrinnet brændte i 180 sekunder.
- Titan I

Titan I blev udviklet som et ICBM-projekt til at supplere Atlas-missilet. 100 Titan I-missiler var kampklare fra 1962 til 1965 på 20 minutters varsel. De havde en rækkevidde på 11.300 km med et 1,4 Mt sprænghoved.
- Titan II

Titan II var en mere sikker udgave da den skulle opsende den bemandede mini-rumfærge Dynasoar. Dynasoar blev skrinlagt, men Titan II opsendte i stedet for Gemini-fartøjerne. 54-108 Titan II-missiler var opstillet fra 1964 til 1987 og havde en rækkevidde på 11.690 km med et 8,9 Mt sprænghoved. Titan II kunne opsende 3,7 tons i en 185 km bane.
1964 – GT 1, Gemini-attrap.
1965 – GT 2, ubemandet Geminifartøj.
1965 – Gemini 3, bemandet afprøvning.
1965 – Gemini 4, EVA.
1965 – Gemini 5, 8-dage.
1965 – Gemini 7, 14-dage.
1965 – Gemini 6, rendezvous med Gemini 7.
1966 – Gemini 8, GATV-8 & EVA.
1966 – Gemini 9, ATDA & EVA.
1966 – Gemini 10, GATV-10 & EVA.
1966 – Gemini 11, GATV-11 & EVA.
1966 – Gemini 12, GATV-12 & EVA.
1994 – Clementine, militær månekredser.

## Nultetrin
- Titan IIIC, -D og -E havde to 26 m høje faststofraketter i fem segmenter. Hver vejede 226 tons og brændte i 115 sekunder.
- Titan 34's faststofraketter var forlænget til 5½ segmenter og vejede 251 tons.
- Titan 4's faststofraketter var 33 m høje og vejede hver 357 tons og brændte i 140 sek. Segmenterne var efter Challengerulykken større for at undgå de farlige samlinger.

## Tredjetrin
Mange Titan III havde tredjetrin.
- Titan IIIA og -C havde en Aerojet AJ-10 drevet af salpetersyre og hydrazin (Transtage). Titan IIIA kunne opsende 3,1 tons til 185 km og IIIC kunne opsende 13,1 tons til samme højde.

Den aflyste MOL (Manned Orbiting Laboratory)
Vela – overvågning af prøvesprængningsforbud.
ATS-6
- Titan IIIB havde et hypergolsk Agena på 6,8 tons med en Bell 8096 drevet af salpetersyre og hydrazin. Agena var 7 m højt og brændte i 265 sekunder. Titan IIIB kunne opsende 3,3 tons til en 185 km bane.

1966-84 – 53 KH-8 'close look' fotorekognosceringssatellitter.
- Titan IIID havde intet 3.-trin og kunne opsende 12,3 tons til en 185 km bane.

1971-86 – 20 Big Bird KH-9 spionsatellitter.
1976-88 – 9 KH-11 spionsatellitter á la Hubbleteleskopet.
- Titan IIIE havde et kryogenisk Centaur på 16 tons med to RL-10-motorer drevet af flydende ilt og brint. Centaur var 9 m højt og brændte i 470 sekunder. Titan IIIE kunne opsende 15,4 tons til en 185 km bane.

1974 – Helios 1, vesttysk solsonde.
1975 – Viking 1, marskredser og -lander.
1975 – Viking 2, marskredser og -lander.
1976 – Helios 2, vesttysk solsonde.
1977 – Voyager 2, jupiter-, saturn-, uranus- og neptunsonde.
1977 – Voyager 1, jupiter- og saturnsonde.
- Titan 34D havde et faststofstredjetrin: TOS eller IUS. Titan 34D kunne opsende 14,5 tons til en 185 km bane.
  - Transfer Orbit Stage vejede 11 tons og brændte i 144 sekunder.
  - Inertial Upper Stage er en totrins raket på i alt 14,7 tons og brændte tilsammen i 255 sekunder.

1992 – Mars Observer, mislykket marskredser.
- Titan 4 havde IUS- eller Centaur-tredjetrin. Titan 4B kunne opsende 21 tons til en 150 km bane.

1997 – Cassini-Huygens, saturnkredser og titanlander.